# Frederick Maurice Powicke
Frederick Maurice Powicke (ur. 16 czerwca 1879, zm. 19 maja 1963) – brytyjski historyk, mediewista. 

## Życiorys
Absolwent Owens College w Manchesterze. Od 1908 do 1915 wykładał w Merton College w Oksfordzie, jednocześnie w latach 1909-1919 był profesorem historii najnowszej w Queen University w Belfaście. Od 1919 do 1928 był profesorem historii średniowiecznej na Uniwersytecie Wiktorii w Manchesterze, 1928-1947 wykładał w  Oksfordzie. W latach 1933–1937 był prezesem Królewskiego Towarzystwa Historycznego. W 1946 otrzymał tytuł szlachecki. Jego córka poślubiła brytyjskiego historyka Richarda Paresa. 
Był autorem przedmowy do jednej z prac Stanisława Kota (Five centuries of Polish learning: three lectures delivered in the University of Oxford, May 1941, by Stanislaw Kot, eng. version by William J. Rose, forew. by F. M. Powicke, Oxford: Blackwell 1941). 

## Wybrane publikacje
- The Loss of Normandy 1189–1204: Studies in the History of the Angevin Empire (1913)
- Bismarck and the Origin of the German Empire (1914)
- Ailred of Rievaulx and his biographer Walter Daniel (1922)
- Essays in Medieval History Presented to Thomas Frederick Tout (1925, współredaktor z A. G. Little)
- Stephen Langton (1927)
- Gerald of Wales (1928)
- Historical Study at Oxford (1929)
- Robert Grosseteste and the Nicomachean Ethics (1930)
- Sir Henry Spelman and the 'Concilia'  (1930)
- The Medieval Books of Merton College (1931) A catalogue
- Oxford Essays in Medieval History. Presented to Herbert Edward Salter (1934, redakcja)
- The Christian Life in the Middle Ages (1935)
- International Bibliography of Historical Sciences. Twelfth year (1937, redakcja)
- History, Freedom and Religion (1938)
- Handbook of British Chronology (1939, redakcja)
- The Administration of the Honor of Leicester in the Fourteenth Century (1940, współautor: L. Fox)
- Three Lectures (1947)
- King Henry III and the Lord Edward: the Community of the Realm in the Thirteenth Century (1947, t. 1-2)
- Mediaeval England, 1066–1485 (1948)
- Ways of Medieval Life and Thought: Essays and Addresses (1949)
- Walteri Danielis: Vita Ailredi Abbatis Rievall: The Life of Ailred of Rievaulx by Walter Daniel (1950) editor
- Oxford History of England – Thirteenth Century 1216 – 1307 (1953)
- The Reformation in England (1953)
- Modern Historians and the Study of History: Essays and Papers (1955)
- The Battle of Lewes 1264 (1964, współautorzy: R. F. Treharne i Charles Lemmon
- The Universities of Europe in the Middle Ages, (1969, t. 1-3), (współautor: Hastings Rashdall)

## Publikacje w języku polskim
- Utrata Normandii 1189-1204. Studia nad historią imperium andegaweńskiego, Oświęcim: Napoleon V 2016.